# تیفوسی (فیلم)
تیفوسی (انگلیسی: Tifosi) یک فیلم کمدی ایتالیایی است که در سال ۱۹۹۹ منتشر شد.

## بازیگران
- کریستین دسیکا
- دیگو آباتانتوئونو
- دیگو مارادونا
- آنتونیو آلوکا
- جاکومو بولگارلی
- فرانکو بارزی
- نینو دآنجلو
- انتسو یاکتی
- مائوریتسیو ماتیولی
- ماسیمو بولدی
- پپه لانتـسِـتا
- جان پیرو گالئاتسی
- ایلا وبر